# Arminio (Pavesi)
Arminio o sia L'eroe Cherusco è un'opera in tre atti di Stefano Pavesi, su libretto di Giovanni Kreglianovich Albinoni, in arte Dalmiro Tindario. La prima rappresentazione ebbe luogo al Teatro San Carlo di Napoli nel gennaio del 1821.

## Cast della prima assoluta
| Ruolo    | Registro vocale | Interprete                |
| -------- | --------------- | ------------------------- |
| Varo     | tenore          | Gaetano Crivelli          |
| Segeste  | basso           | Luciano Bianchi           |
| Arminio  | contralto       | Giuditta Pasta            |
| Tosnelda | soprano         | Elisabetta Ferron         |
| Sismondo | contralto       | Angelica Montano-Lachoque |
| Barsina  | soprano         | Marietta Bramati          |
| Sunnone  | tenore          | Angelo Quadri             |

## Trama
La scena è sulle rive del Lupia nella selva di Teutoburgo e nelle vicinanze

### Atto I
I Catti si disperano per l'oppressione del giogo romano; a sollevarli viene il loro re Segeste, che li informa che ha giurato fedeltà a Roma, diventando amico ed alleato dell'imperatore Augusto. I sudditi non approvano il gesto, ritenendo Segeste un traditore ed invocando l'aiuto di Arminio, re dei Cherusci. Proprio quest'ultimo entra in scena dopo che sono partiti tutti, accompagnato da Sismondo, figlio di Segeste che quest'ultimo ha costretto a farsi tribuno militare al servizio di Roma; il primo rinfaccia al secondo il suo tradimento, ma Sismondo si difende sostenendo di essere vittima del volere paterno. Chiarito il dissidio, Arminio accoglie sotto la sua egida un gruppo di ribelli al volere congiunto di Segeste e del proconsole Varo, al quale il re catto ha promessa la mano della figlia Tosnelda. Quest'ultima supplica il padre di mutare consiglio, perché già promessa ed innamorata ad Arminio, ma Segeste rifiuta. Intanto il proconsole Varo pregusta già il suo trionfo, ostacolato dal solo Arminio; proprio quest'ultimo gli si presenta innanzi, ma ogni accordo fra i due risulta impossibile per la baldanza di entrambi gli interlocutori. Nel frattempo, Tosnelda, per sfuggire al matrimonio combinato, fugge in veste di soldato romano, e si incontra nel bosco con Arminio, scambiandosi con l'amante tenere effusioni; ma subito giunge Sismondo, che annuncia che Segeste sta guidando assieme a Varo le schiere romane verso di loro. I due amanti vengono repente raggiunti, ed Arminio catturato.

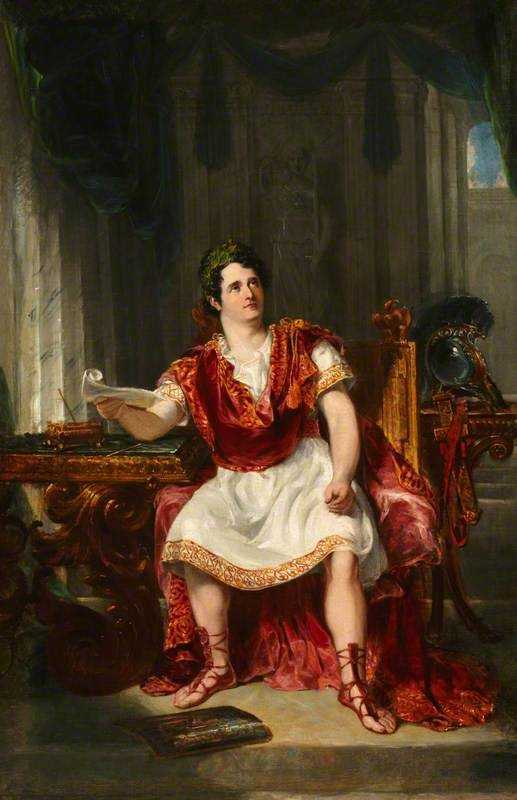
Ritratto in abiti romani di Gaetano Crivelli, creatore del ruolo di Varo (John Patriridge, 1825 c. a.)

### Atto II
Segeste rinfaccia a Tosnelda il suo tradimento, mentre la ragazza reclama di aver appreso ad odiare i Romani proprio dal padre, e di non poter mutare l'odio in amore in un sol punto. Partito Segeste, giunge Varo, che propone a Tosnelda la sua mano per la sorte di Arminio, proposta che opprime la figlia di Segeste. Nel frattempo, Sismondo si rifiuta di prender parte agli oscuri disegni del genitore; Varo intanto torna a dialogare con Arminio, ma il Cherusco rifiuta di farsi alleato di Roma; a questo punto, il proconsole, persa ogni pazienza, annuncia a Sismondo, Tosnelda e Segeste che il re barbaro è prossimo alla scure. La confidente di Tosnelda, Barsina, piange la sorte dell'amica; ma subito dopo Segeste porta la nuova che Sismondo ha liberato Arminio, ed è fuggito assieme a lui. Varo viene intanto oppresso da mille affetti contrastanti e da incubi orribili; e subito i suoi lo informano che il re cherusco fuggitivo sta precipitando sui Romani con una schiera di ribelli. Il proconsole si appresta ad affrontare Arminio.

### Atto III
Tosnelda, rifugiatasi nell'antro della profetessa Anrinia, teme per la sorte dell'amato. Tuttavia, il suo animo viene subito rasserenato dalla nuova che Arminio è il vincitore, Varo si è suicidato in battaglia e i Romani sono in rotta. Segeste è condotto in catene assieme a Sismondo ed al seguito di Varo dallo stesso re cherusco, che concede ai suoi nemici la vita. Segeste, scornato, predice ad Arminio la prossima fine, mentre i due amanti e Sismondo giubilano nel trionfo.

## Struttura musicale
- Sinfonia

### Atto I
- N. 1 - Introduzione e Cavatina di Segeste Del Lupia in riva oscurasi - Secondate i miei consigli (Coro, Segeste)
- N. 2 - Coro e Cavatina di Arminio Siamo traditi... all'armi! - Se v'ascolto, o prodi amici (Arminio, Coro)
- N. 3 - Cavatina di Tosnelda Quando a' dolci, e vaghi rai (Tosnelda, Coro, Segeste, Barsina)
- N. 4 - Coro e Cavatina di Varo Delle palme in dì giulivo - Genio di Roma, investimi! (Varo, Coro)
- N. 5 - Duetto fra Varo ed Arminio Se al Consolo non credi
- N. 6 - Coro di Bardi e Duetto fra Tosnelda ed Arminio Il sibillar del vento - Per seguirti ognora al lato
- N. 7 - Finale I Già la nemica tromba (Coro, Sismondo, Tosnelda, Arminio, Segeste, Varo)

### Atto II
- N. 8 - Duetto fra Varo e Tosnelda Sprezza se puoi, la morte (Varo, Tosnelda, Coro)
- N. 9 - Aria di Sismondo Nembo feral sovrasta (Sismondo, Coro)
- N. 10 - Quintetto Cielo, a salvarmi ispira (Arminio, Tosnelda, Varo, Segeste, Sismondo)
- N. 11 - Cavatina di Barsina Perché non serba il fato
- N. 12 - Aria di Varo Da crudeli opposti affetti (Varo, Segeste, Sunnone, Coro)

### Atto III
- N. 13 - Aria di Tosnelda O fatidica donzella (Tosnelda, Coro)
- N. 14 - Coro ed Aria Finale di Arminio Alla Quercia vittrice d'Odino - Cara patria, che la mano (Coro, Arminio, Tosnelda)

### Numeri musicali alternativi
Per la rappresentazione del 1823 al San Carlo di Napoli furono cassati numerosi recitativi, nonché la cavatina di Varo, il duetto fra lo stesso e Tosnelda e la cavatina di Barsina; inoltre, furono adottati i seguenti numeri musicali:
- N. 6 - Coro di Bardi e Duetto fra Arminio e Tosnelda Il sibillar del vento - Tu! Mio tesoro!
- N. 14 - Coro e Finale III Alla Quercia vittrice d'Odino - Della vittoria al giubilo (Coro, Arminio, Tosnelda, Sismondo)